# Dame-Marie (Haiti)
Dame-Marie, in creolo haitiano Dam Mari, è un comune di Haiti facente parte dell'arrondissement di Anse-d'Ainault nel dipartimento di Grand'Anse.